# アクリス
アクリス（ラテン語 : Achlis）は、プリニウスの『博物誌』（77年）に記される空想上の動物。

## 『博物誌』におけるアクリス
プリニウスの『博物誌』（77年）第8巻第16（15）章第39節では、スカンディナヴィア島生まれの草食動物だとされる。見た目はヘラジカのような姿だが、決して横たわることはなく、休む時は木に寄り掛かる。何故ならアクリスは後肢に関節を持たないため、一度横たわると起き上がれなくなるからである。そのため、アクリスが寄りかかりそうな木をすぐ折れるように細工しておけば、簡単に捕らえることが出来たという。後脚に問題があるにもかかわらずアクリスは速く走れる動物だと考えられていた。またアクリスは、上唇が極端に大きいので、これが邪魔にならないように後ろに下がりながら草を食べるという。

### 一次資料
- プリニウス 『博物誌』第8巻第16（15）章第39節[リンク切れ]、77年。

- カエサル 『ガリア戦記』第6巻第27節、前52 - 51年。